# نيكولا يوفيتش
نيكولا يوفيتش (مواليد 9 يونيو 2003) هو لاعب كرة سلة صربي يلعب في مركز لاعب هجوم صغير الجسم أو مدافع مسدد الهدف في نادي ميغا.

## روابط خارجية
- نيكولا يوفيتش على موقع الدوري الأوروبي لكرة السلة (الإنجليزية)
- نيكولا يوفيتش على موقع إن بي أي (الإنجليزية)
- نيكولا يوفيتش على موقع سبورتس رفرنس (الإنجليزية)
- نيكولا يوفيتش على موقع كرة السلة الأوروبية.كوم (الإنجليزية)
- نيكولا يوفيتش على موقع إي إس بي إن.كوم (الإنجليزية)
- نيكولا يوفيتش على موقع ريلجم (الإنجليزية)
- نيكولا يوفيتش على موقع بروبوليرز (الإنجليزية)
- نيكولا يوفيتش على موقع سبورتس رفرنس (الإنجليزية)
- نيكولا يوفيتش على موقع سبورتس رفرنس (الإنجليزية)